# Erica Ash
Erica Chantal Ash (Orlando, 19 settembre 1977 – Los Angeles, 28 luglio 2024) è stata un'attrice, cantante e modella statunitense.

## Biografia
Figlia di due militari, benché inizialmente decisa a diventare dottoressa, essendo anche laureata all'Università Emory, scelse di intraprendere la carriera d'attrice, specializzandosi soprattutto come comica e lavorando anche come cantante e modella.
Ottenne il suo primo ruolo importante nel 2013 recitando in Scary Movie 5, nell'anno successivo recitò nella pellicola Kristy. Nel 2018 ottenne un ruolo in Uncle Drew un film di Charles Stone III. Recitò al fianco di Anthony Mackie nel 2023 in Un fantasma in casa.
Erica Ash morì a Los Angeles il 28 luglio 2024 per le complicazioni di un cancro al seno all'età di 46 anni.

## Filmografia

### Cinema
- Minna no ie, regia di Kôki Mitani (2001)
- Scary Movie V, regia di David Zucker e Malcolm D. Lee (2013)
- Kristy, regia di Oliver Blackburn (2014)
- Sister Code, regia di Corey Grant (2015)
- Jean of the Joneses, regia di Stella Meghie (2016)
- Quando arriva l'amore (All I Wish), regia di Susan Walter (2017)
- Miss Me This Christmas, regia di Kenny Young (2017)
- Al Natale non si resiste (You Can't Fight Christmas), regia di Kenny Young (2017)
- Uncle Drew, regia di Charles Stone III (2018)
- Skin in the Game, regia di Adisa (2019)
- Violet, regia di Justine Bateman (2021)
- Horror Noire, regia di Zandashé Brown, Robin Givens e Rob Greenlea (2021)
- The Big Bend, regia di Brett Wagner (2021)
- Singleholic, regia di Bryan Barber (2022)
- Unthinkably Good Things, regia di Terri J. Vaughn (2022)
- Un fantasma in casa (We Have a Ghost), regia di Christopher Landon (2023)

### Televisione
- The Big Gay Sketch Show - serie TV, 15 episodi (2006-2008)
- MADtv - serie TV, 13 episodi (2008-2009)
- Cold Case - Delitti irrisolti (Cold Case) - serie TV, episodio 6x19 (2009)
- American Judy - film TV, regia di Beth McCarthy-Miller (2012)
- Real Husbands of Hollywood - serie TV, 19 episodi (2013-2016)
- Survivor's Remorse - serie TV, 34 episodi (2014-2017)
- Shades of Blue - serie TV, episodi 1x3, 1x4 e 1x6 (2016)
- In Contempt - serie TV, 10 episodi (2018)
- Legacies - serie TV, 4 episodi (2019)
- La famiglia McKellan (Family Reunion) - serie TV, episodi 1x5, 4x3 e 4x7 (2019-2021)
- A Black Lady Sketch Show - serie TV, episodio 2x2 (2021)
- Electric Easy - serie TV, episodi 1x1, 1x2 e 1x6 (2021)
- Sacrifice - serie TV, episodio 1x1 (2021)

### Cortometraggi
- I Can Smoke?, regia di Tony Ducret (2011)
- Post Life, regia di Salli Richardson-Whitfield (2016)

### Doppiaggio
- Shenmue II - videogioco (2001)
- Bloody Roar 4 - videogioco (2001)
- Bless the Harts - serie animata (2020)
- Aquaman: King of Atlantis - serie animata (2021)

## Doppiatrici italiane
Nelle versioni in italiano dei suoi film, Erica Ash è stata doppiata da:
- Chiara Gioncardi in Scary Movie 5, Un fantasma in casa
- Irene Di Valmo in Cold Case - Delitti irrisolti
- Gemma Donati in Shades of Blue
- Stella Musy in Legacies